# Шавершян Азіз Сергійович
Азіз Сергєйович Шавершян  ( курд. Әзиз Шавәршйан  ; російська Азиз Сергеевич Шавершян  ; 24 березня 1989 — 5 серпня 2011),  більш відомий як Zyzz,   був австралійським  персональним тренером і моделлю . Він створив культ послідовників, після того, як розмістив кілька своїх відео на YouTube, починаючи з 2007 року .   
У липні 2011 року Шавершян привернув більше уваги ЗМІ, коли The Sydney Morning Herald опублікувала статтю про арешт його старшого брата Саїда за незаконне зберігання анаболічних стероїдів .  5 серпня 2011 року під час відпустки в Таїланді Шавершян переніс серцевий напад і помер у віці 22 років.  

## Біографія
Шавершян народився в Москві в родині курдів з курдської меншини Вірменії .   Він був молодшим сином Майани Ібоян, яка працювала кардіологом, і Сергєя Шавершяна.  У нього був старший брат, Саїд Шавершян, який також відомий під псевдонімом "Chestbrah".   У 1993 році Шавершян з родиною переїхав до Австралії.  Він виріс у Іствуді, Новий Південний Уельс,  і відвідував середню школу Marist College Eastwood, де отримав звання Дукс коледжу.    Перед своєю смертю в серпні 2011 року він мав закінчити Університет Західного Сіднея за спеціальністю «бізнес та комерція» .    Хоча він був атеїстом, він носив розарій, а його могилу прикрашає хрест. 

## Культуризм
До того, як стати культуристом, Шавершяна описували як «худу дитину»   і ектоморфа.  Після закінчення середньої школи , натхненний своїм братом-культуристом, він записався в місцевий тренажерний зал і почав вивчати інформацію про правильне харчування та тренування, застосовуючи це у своєму прагненні стати культуристом. Він проводив три-чотири години на день, тренуючись у спортзалі.   Його улюбленими професійними культуристами були Арнольд Шварценеггер і Френк Зейн . 
В інтерв'ю веб-сайту з культуризму Simplyshredded.com Шавершян згадав, що спочатку хотів стати культуристом, щоб "справляти враження на дівчат". Він сказав, що подивиться на фотографії «сухих» культуристів і сказав собі, що одного разу стане схожим на них. Після майже чотирьох роки навчання він заявив, що:
| Ліві лапки | Можу з упевненістю сказати, що моя мотивація до тренувань виходить далеко за рамки простого бажання справити враження на людей, вона походить від відчуття того, що я поставив перед собою мету і досяг її, перевершивши самого себе в спортзалі. Мені це дуже подобається, відчуття, коли ти робиш останнє повторення і отримуєш пампи, що роздирають шкіру, - це те, без чого я не уявляю себе.. | Праві лапки |

Шавершян був символом субкультури аматорського культуризму в Австралії, що отримала назву «естетика»,  яку він зробив популярною.  Він створив власний білковий лейбл Protein of the Gods, випущений у червні 2011 року.  У нього також була фірма одягу , а 17 травня 2011 року була випущена Zyzz's Bodybuilding Bible, заснована на підбірці знань з культуризму, які він набув протягом чотирьох років навчання.   Він стверджував, що Інтернет допоміг створити його бренд, і це стало можливим завдяки використанню соціальних мереж . 
14 липня 2011 року брата Шавершяна, Саїда було заарештовано за зберігання анаболічних стероїдів , у яких він визнав себе винним вже після смерті Азіза.   Газета Sydney Morning Herald висвітлила цю справу та включила фотографію Шавершяна.  Він заперечував проти використання його зображення для ілюстрації того, що по суті було статтею про зловживання анаболічними стероїдами. 
Відповідаючи на запитання The Daily Telegraph, Шавершян заперечував, що коли-небудь вживав стероїди, і стверджував, що його статура є результатом важкої роботи в спортзалі та суворої дієти.  Згідно з The Sydney Morning Herald, компанія, яка найняла Шавершяна, як стриптизера, стверджувала, що він був «чудовим хлопцем, якщо не брати до уваги стероїди».  Шавершян часто використовував такі фрази, як «їзда на велосипеді», що, як пише The Daily Telegraph, є «сленгом у тренажерному залі для використання циклу стероїдів ». 

## Смерть
5 серпня 2011 року Шавершян переніс серцевий напад у сауні під час відпочинку в Паттайї .  Його доставили в лікарню, але, лікарям не вдалося його реанімувати.    Його сім'я та друзі розмістили новину про його смерть у Facebook . Його смерть підтвердила 9 серпня 2011 року Міністерство закордонних справ і торгівлі (DFAT).  Розтин виявив раніше недіагностовану вроджену ваду серця та кардіомегалію, яка спровокувала зупинку серця .   Його сім'я заявила, що за кілька місяців до серпня 2011 року у нього спостерігалися деякі незначні симптоми, включаючи високий кров'яний тиск і періодичну задишку. Він мав родинну історію проблем з серцем. 

## Спадщина
За даними The Sydney Morning Herald, смерть Шавершяна була шостою за популярністю темою, пов’язаною зі смертю, в Австралії протягом 2011 року.    Перед смертю Шавершян опублікував відео про себе в соціальній мережі, яке згодом займе 18 місце в рейтингу Nine News «Найпопулярніші новинні відео року» за 2011 рік.  За період з травня 2011 по травень 2012 року статистика Google показала, що його шукали стільки ж разів, скільки Джулію Гіллард, прем’єр-міністра Австралії на той час. 
У 2012 році на новорічному фестивалі Field Day у Сіднеї люди одягнулися, як Шавершян на знак поваги до нього. 
Саїд Шавершян створив 19-хвилинний триб'ют-відео для свого брата під назвою Zyzz - The Legacy   і опублікував його на YouTube 22 березня 2012 року. Відео було «трендовим» на YouTube з кінця березня до початку квітня 2012 року. Станом на лютий 2022 року відео має понад 15 мільйонів переглядів. Підписники Шавершяна досі часто публікують триб'ют-відео, присвячені йому, багато з них збирають понад мільйон переглядів.  
Згідно з аналітичною статтею Wentworth Courier за 2013 рік, у той час як сотні статей новин Wentworth Courier, опублікованих в Інтернеті, «зникли в порожнечу» з 2011 року, «історію Zyzz» продовжували «читати і часто з’являлася в щоденному списку найбільш відвідувагих статей на веб-сайті Wentworth Courier ». 
У доповіді про контроль організованої злочинності над підпільною торгівлею стероїдами репортер Марк Вілласі назвав Шавершяна «хлопчиком з обкладинки для натовпу культуристів». 
У листопаді 2022 року Flume зробили кавер на пісню Bag Raiders « Shooting Stars » зі старшим братом Шавершяна, Саїдом (відомим публічно як Chestbrah), для Triple J ’s Like a Version . На обкладинці Chestbrah входить з-за спини Flume і танцює, танець, який прославив Zyzz - . 

## Фільмографія
| Рік  | Назва                       | Роль  | Примітки                   |
| ---- | --------------------------- | ----- | -------------------------- |
| 2010 | Underbelly: The Golden Mile | Extra | Епізод: "The Kingdom Come" |
| 2011 | The National Road Trip      | Zyzz  | Кілька епізодів            |